# Nancy Drew and the Hidden Staircase (film, 2019)
Cet article concerne l'adaptation de 2019. Pour le roman original, voir Alice au manoir hanté. Pour l'adaptation de 1939, voir Nancy Drew and the Hidden Staircase (film, 1939).
Pour plus de détails, voir Fiche technique et Distribution.
Nancy Drew and the Hidden Staircase, ou Nancy Drew au manoir hanté au Québec, est un film américain réalisé par Katt Shea sorti en 2019.
C'est une adaptation de la série littéraire Alice Roy du collectif Caroline Quine. Il s'agit de la sixième adaptation cinématographique de la série et est considéré comme le second reboot de la série au cinéma après le film de 2007.
Il adapte le second roman de la série littéraire, Alice au manoir hanté, déjà adaptée au cinéma par William Clemens en 1939.

## Synopsis
Après la mort de sa femme, Carson Drew décide de quitter Chicago pour commencer une nouvelle vie avec sa fille, Nancy Drew, dans la petite ville de River Heights. Mais Nancy n'est pas vraiment heureuse à l'idée de quitter la ville car pour elle, petite ville veut dire, pas d'excitation, pas d'aventures et aucune chance de faire la différence.
Mais quand elle apprend que le manoir des jumelles Elms pourrait être hantée, Nancy décide de commencer à enquêter. Pour elle, il se cache une explication derrière les bruits de pas et les autres phénomènes étranges qui se produisent dans la demeure.

## Fiche technique
- Titre original : Nancy Drew and the Hidden Staircase
- Titre québécois : Nancy Drew au manoir hanté
- Réalisation : Katt Shea
- Scénario : Nina Fiore et John Herrera, d'après Alice au manoir hanté du collectif Caroline Quine
- Montage : Richard Nord
- Photographie : Edd Lukas
- Musique : Sherri Chung
- Costumes : Peggy Stamper
- Décors : John Collins
- Producteurs : Chip Diggins et Jeff Kleeman
- Producteurs délégués : Ellen DeGeneres et Wendy Williams
- Sociétés de production : A Very Good Production et Red 56 Production
- Sociétés de distribution : Warner Bros.
- Pays de production : États-Unis
- Langue : anglais
- Format : Couleur - 1.85 : 1 - Dolby
- Genre : Comédie policière
- Durée : 89 minutes
- Dates de sortie : 
  - États-Unis : 15 mars 2019 (Sortie limitée)
  - Canada / Québec : 2 avril 2019 (directement en vidéo)

## Distribution
- Sophia Lillis (VF : Alice Orsat) : Nancy Drew
- Zoe Renee (en) (VF : Sarah Renaut) : George Fayne
- Mackenzie Graham (VF : Kahina Tagherset) : Bess Marvin
- Laura Slade Wiggins (VF : Lou Lévy) : Helen Corning
- Sam Trammell : Carson Drew
- Linda Lavin (VF : Françoise Pavy) : Flora
- Andrea Anders : Hannah Gruen
- Jesse C. Boyd (ko) (VF : Valéry Schatz) : Willie Wharton
- Jon Briddell : Nate
- Evan Castelloe (VF : Clément Moreau) : Derek
- Josh Daugherty (VF : Éric Marchal) : Mr. Banes
- Jay DeVon Johnson (VF : Thierry Desroses) : le shérif Marchbanks
- Andrew Matthew Welch (VF : Nicolas Duquenoy) : l'adjoint Patrick

 Source et légende : version française (VF) sur RS Doublage

## Production
En avril 2018, il est dévoilé que Warner Bros., qui dispose des droits d'adaptations de la série littéraire Alice Roy au cinéma, prépare une nouvelle adaptation qui sera produite via la société de production d'Ellen DeGeneres, sous contrat avec eux. Il est alors annoncé que le personnage de Nancy Drew sera interprété par l'actrice Sophia Lillis, révélée par le film Ça.
En juin 2018, le reste de la distribution est dévoilé puis le tournage débute à Monroe dans l'état de Géorgie. La date de sortie du film est dévoilée par Ellen DeGeneres en janvier 2019, annonçant cette dernière pour le 15 mars 2019 aux États-Unis.